# Alexander Georgijewitsch Ponomarenko

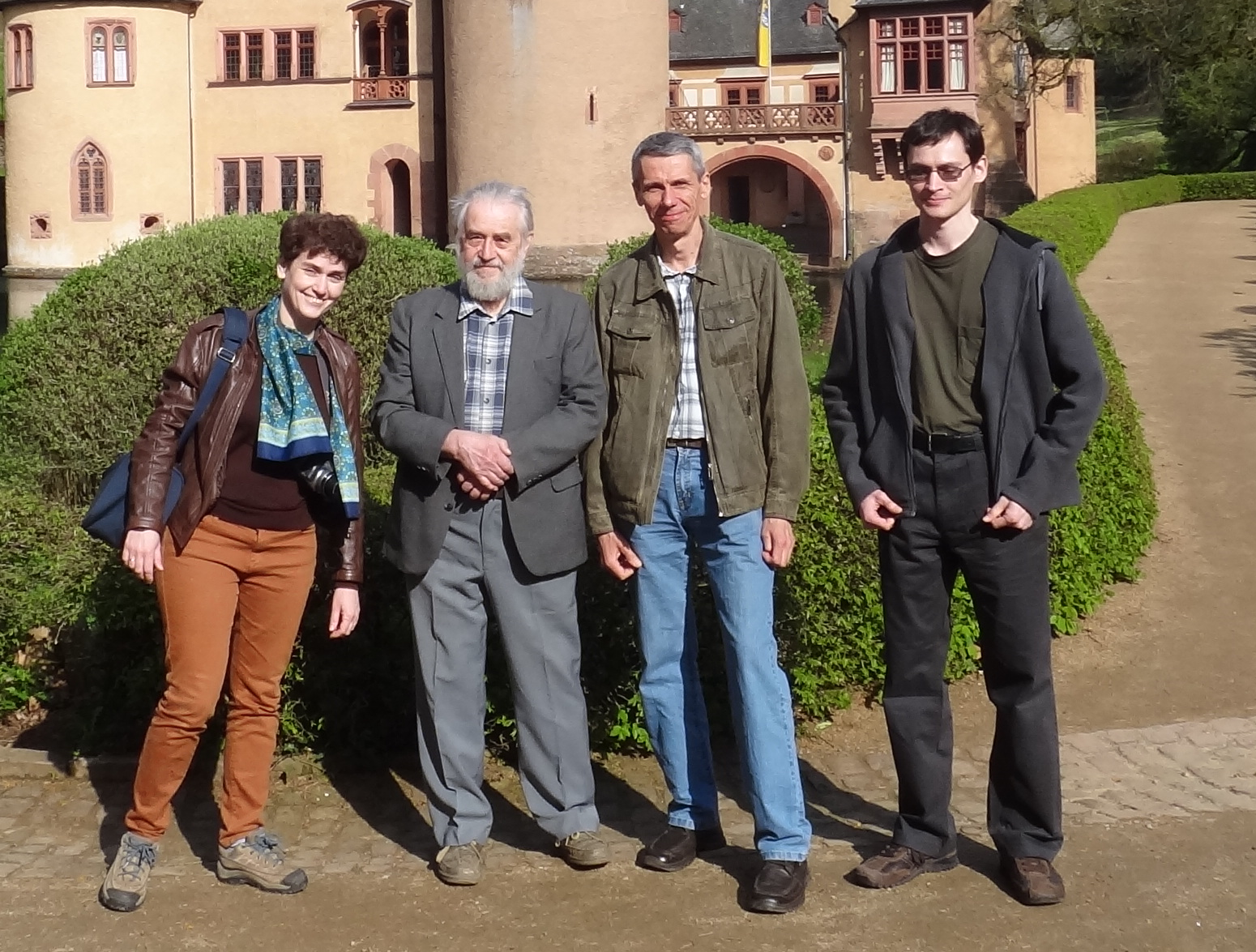
Elena D. Lukashevich, Alexandr G. Ponomarenko, Dmitry E. Shcherbakov und Alexey S. Bashkuev vor Schloss Mespelbrunn im April 2013

Alexander Georgijewitsch Ponomarenko (russisch Александр Георгиевич Пономаренко; * 16. Januar 1938 in Moskau) ist ein russischer Paläontologe und Entomologe, der sich auf fossile Insekten spezialisierte (Paläoentomologie). Sein Autorenkürzel als Biologe ist Ponomarenko.

## Leben
Ponomarenko studierte an der Lomonossow-Universität mit dem Abschluss 1960 und war dann im Arthropoden-Labor des Paläontologischen Instituts der Sowjetischen Akademie der Wissenschaften unter Boris Borissowitsch Rohdendorf. Dort spezialisierte er sich auf fossile Käfer (Coleoptera). 1962 schrieb er mit Rohdendorf das Kapitel Käfer in einem russischen Handbuch der Paläontologie und 1967 wurde er mit einer Arbeit über Archostemata, primitive mesozoische Wasserkäfer, promoviert. Daraus entstand eine 1969 erschienene Monographie. 1983 erschien seine Habilitation (Historische Entwicklung der Ordnung Coleoptera).
1969 bis 1989 nahm er an vielen Expeditionen in die Mongolei teil (Insekten des Perm und Mesozoikums), wobei er sich auch für die Rekonstruktion von Paläo-Biotopen zu interessieren begann. Er studierte ab Ende der 1970er Jahre die Evolution von Ökosystemen an Land (Insektenfaunen, terrestrische aquatische Systeme) und deren Artenaufspaltung, wobei er Begriffe wie Angiospermisierung und Arthropodisierung prägte. Ab den 1990er Jahren wandte er sich auch der frühen Mikroben-Evolution und Evolution von Mikrobiota zu.
Neben Käfern befasste er sich auch mit fossilen Netzflüglern (Neuroptera), zum Beispiel aus dem Jura der Solnhofener Plattenkalke, Großflüglern (Megaloptera), Flöhen, Schnabelfliegen (Mecoptera, zum Beispiel Skorpionfliegen).
Er ist Mitherausgeber von Stratigraphy and Geological Correlation der russischen Akademie der Wissenschaften und stellvertretender Herausgeber des Paleontological Journal. Bei der russischen Akademie der Wissenschaften gibt er den elektronischen Katalog ausgestorbener Käfer heraus.
Er war in den 1970er Jahren in Japan und forschte in Vietnam.

## Erstbeschreibungen (Auswahl)
Ponomarenko ist Erstautor einer Vielzahl von Gattungen und Arten fossiler Insekten.
- Gattungen
  - Larvula PONOMARENKO, 1985
  - Protonectes PROKIN & PONOMARENKO, 2013

- Arten
  - Larvula triassica PROKIN & PONOMARENKO, 2013
  - Protonectes germanicus PROKIN & PONOMARENKO, 2013

## Schriften (Auswahl)
- Historische Entwicklung von Archostemata Käfern, Transactions of the Paleontological Institute of the USSR Academy of Sciences, Band 125, 1962, S. 1–240 (russisch)
- On nomenclature of the beetle wing venation (Coleoptera). Entomological Review, Band 51, 1972, S. 454–458
- Über die Unterteilung der Ordnung Coleoptera in Unterordnungen. In: Problems of the Insect Palaeontology. Lectures on the 24th Annual Readings in Memory of N.A. Kholodkovsky, 1-2 April, 1971. Leningrad: Nauka, 1973, S. 78–89 (russisch).
- Superorder Myrmeleontidea. Neuropteroids. In: Historical Development of the Class Insecta. Transactions of the Paleontological Institute of the USSR Academy of Sciences 175, 1980, S. 84–99
- The geological history of beetles. In: J. Pakaluk, S. A. Slipiński (Hrsg.), Biology, Phylogeny and Classification of Coleoptera. Papers Celebrating the 80th Birthday of Roy A. Crowson. Warschau: Mus. i Inst. Zool. PAN, 1995, S. 155–171.
- Evolution of continental aquatic ecosystems. Paleontological Journal 30, 1996, S. 705–709
- Paleobiology of angiospermization,  Paleontological Journal 32, 1998, S. 325–331.
- Superorder Scarabaeidae Laicharting, 1781. Order Coleoptera Linne, 1758. The beetles. In: A. P. Rasnitsyn, D. L. J. Quicke (Hrsg.), History of insects,  Dordrecht: Kluwer, 2002, S. 164–176.
  - darin auch V. Yu. Dmitriev, A. Ponomarenko: Dynamics of insect taxonomic diversity.
- L. V. Arnoldi, V. V. Zherikhin, L. M. Nikritin, A. G. Ponomarenko: Mesozoic Coleoptera, New Delhi: Oxonian Press 1991
- Ecological evolution of beetles,  Acta zoologica cracoviensia 46 (suppl.-Fossil Insects), 2003, S. 319–328
- Beetles (Insecta, Coleoptera) of the Late Permian and Early Triassic. Paleontological Journal 38 (Suppl. 2), 2004, S 185-S 196.
- Paleontological data on the arthropod origin. In: Evolutionary Factors Shaping the Animal Diversity. Moskau: KMK, 2005, S. 146–155. (russisch)
- Changes in terrestrial biota before the Permian-Triassic ecological crisis. Paleontological Journal 40 (Suppl. 4), 2006, S. 468–474.
- Ecological consequences of arthropodisation. In: Ecosystem transformations and the evolution of the biosphere. Moskau, Paläontologisches Institut,. 6, 2004, S. 7–22. (Russisch, mit englischer Zusammenfassung)
- V. V. Zherikhin,  A. G. Ponomarenko, A. P. Rasnitsyn: Introduction to Paleoentomology. Moskau: KMK Press 2008 (russisch) (darin von Ponomarenko: Frühe Stadien der Arthropoden-Evolution)
- mit A. Bashkuev, J. Sell, D. Aristov, N. Sinitshenkova und H. Mahler: Insects from the Buntsandstein of Lower Franconia and Thuringia, In: Paläontologische Zeitschrift 86, 2012, S. 175–185
- mit A.A. Prokin, K.V. Makarov und A.S. Bashkuev: New beetle larvae (Coleoptera: Coptoclavidae, Caraboidea, Polyphaga) from the Upper Triassic of Germany. In: Russian Entomological Journal 22, (4), 2013, S. 259–274